# Guy Innes-Ker (10e duc de Roxburghe)
Guy David Innes-Ker, 10e duc de Roxburghe (18 novembre 1954 - 29 août 2019), est un aristocrate britannique.

## Jeunesse
Guy David Innes-Ker est né le 18 novembre 1954, fils de George Innes-Ker (9e duc de Roxburghe) et de sa seconde épouse (Margaret) Elisabeth McConnel (1918–1993). Le duc a un frère cadet, Robert Innes-Ker (né en 1959), marié, avec un fils et une fille.
Il fait ses études au Collège d'Eton, au Magdalene College, Cambridge, où il étudie l'économie foncière, et à l'Académie royale militaire de Sandhurst où il reçoit l'épée d'honneur en 1974, année où il devient lieutenant dans les Blues et les Royals.

## Carrière
Il est Livreur de la Worshipful Company of Fishmongers et Freeman de la City de Londres.
Il succède à son père au titre de duc de Roxburghe en 1974, devenant également le premier baronnet d'Écosse et le 30e baron féodal d'Innes.
Son fils aîné, Charles, lui succède comme onzième duc.

## Vie privée
Le duc se marie deux fois. Son premier mariage a lieu le 10 septembre 1977 avec Jane Meriel Grosvenor (née le 8 février 1953; Lady Jane Dawnay depuis 1996), fille cadette de Robert Grosvenor (5e duc de Westminster). Le couple a deux fils et une fille. Ils divorcent en 1990 et ont:
- Rosanagh Viola Alexandra Innes-Ker (née le 16 janvier 1979), demoiselle d'honneur au mariage en 1986 du prince Andrew, duc d'York. Elle épouse James Walter Grimston, vicomte Grimston (fils de John Grimston (7e comte de Verulam) (en)) en 2008. Ils ont deux fils et une fille.
- Charles Innes-Ker (11e duc de Roxburghe) (né le 18 février 1981)
- Edward "Ted" Arthur Gerald Innes-Ker (né le 2 février 1984)

Le duc se remarie le 3 septembre 1992 avec l'architecte d'intérieur Virginia Mary, née Wynn-Williams (fille de David Wynn-Williams). Ils ont un fils et une fille :
- Isabella May Innes-Ker (née en septembre 1994) [3]
- George Alastair Innes-Ker (né le 20 novembre 1996)

Le duc vit à Floors Castle, Kelso, Roxburghshire. En décembre 2009, il reçoit un diagnostic de cancer de l'œsophage et est soigné à Londres.
Le duc est décédé à Floors Castle le 29 août 2019 des suites d'une longue maladie.